# Ota Benga
Ota Benga (ca. 1883 -20 de marzo de 1916) fue un miembro de la etnia de los batwa pigmea del Congo, expuesto en 1904 en la Exposición Universal de St. Louis y posteriormente exhibido en el zoológico del Bronx junto con un orangután amaestrado, de nombre Dohong. La exhibición pretendía promocionar la teoría según la cual el hombre evolucionaba del mono y otras teorías como la eugenesia y el racismo científico. Nunca pudo regresar a su país y se suicidó disparándose en el corazón cuando tenía 32 años. «Ota Benga protagonizó, muy a su pesar, una siniestra nota a pie de página en la historia universal de la infamia».

## Biografía
Ota Benga fue un miembro de la etnia batwa y vivió en el bosque ecuatorial cerca del río Kasai en lo que era el otrora Congo Belga. Benga había sobrevivido a las matanzas realizadas por las Force Publique, un ejército al servicio del rey Leopoldo II de Bélgica.
Samuel Phillips Verner, un hombre de negocios norteamericano, fue enviado a África en 1904 contratado por la Exposición Universal de St. Louis para traer pigmeos con el fin de ser expuestos durante la feria. Vermer negoció con comerciantes de esclavos para conseguir los pigmeos encomendados, así fue como retornó a los Estados Unidos con Ota Benga y ocho pigmeos más. Es decir, Ota Benga fue comprado como esclavo.
Después de varios meses de viaje alrededor los Estados Unidos, Verner envió a Ota Benga al Zoológico del Bronx en Nueva York en 1906 para darle un lugar donde vivir, como sugerencia de Hermon Bumpus, quien era director del Museo Americano de Historia Natural y que había provisto lugar para el cargamento de Verner. Inicialmente, Benga podía caminar por el zoológico e inclusive ayudaba en la alimentación de los animales. Cuando fue puesto en exhibición, Benga formó parte de la "Casa de los Monos", además de esto Benga enseñaba su hamaca, su arco y flecha e incluso los disparaba objetivos como parte de la exhibición. El primer día de la exhibición, el 8 de septiembre de 1906, los visitantes pudieron ver a Benga en la "Casa de Monos" y leyeron la siguiente información:
Pigmeo Africano "Ota Benga" 23 años de edad, Altura, 4 pies y 11 pulgadas Peso: 103 libras, Traído desde la ribera del río Kasai, Estado Libre del Congo, Centro Sur de África por el Dr. Samuel Phillips Verner, exhibido cada tarde durante septiembre.
El director del Zoológico del Bronx William Hornaday vio la exhibición como un espectáculo valioso económicamente dado su elevado número de visitantes, y fue auspiciada por Madison Grant, un prominente científico racista y eugenista.

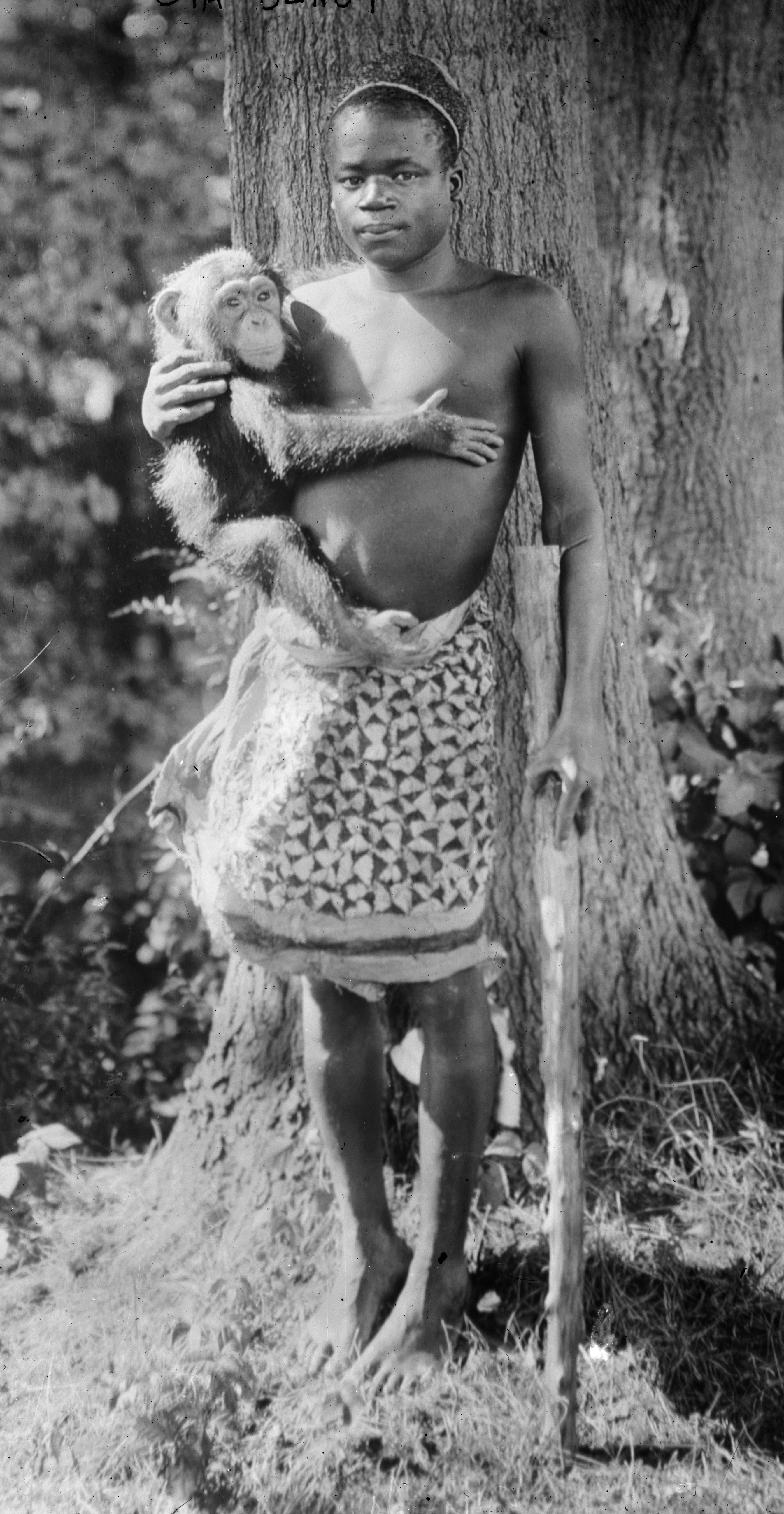
Ota Benga en el Zoológico del Bronx, 1906.

Las respuestas a estos hechos fueron inmediata como las protestas de la Iglesia afroamericana baptista, debido a estas protestas Hornaday tuvo que quitar a Ota Benga de la exhibición. Los argumentos públicos hacían referencia a que la exhibición era racista «Nuestra raza, pensamos, esta suficientemente deprimida, sin exhibir uno de nosotros con los simios» dijo el clérigo James H. Gordon. Su aparente promoción de la teoría evolucionista también fue objeto de la crítica del clérigo «La teoría de Darwin es absolutamente opuesta al cristianismo, y una manifestación pública en su favor no debería ser permitida». Entonces, se permitió a Benga deambular por el zoológico en una especie de exhibición interactiva pero, acosado verbal y físicamente por la multitud, su conducta comenzó a ser un poco violenta.
Hacia el final de septiembre de 1906, Ota Benga pasó a la custodia de Gordon, quien lo ubicó en el Orfanato y Asilo Howard Colored, del cual Gordon era superintendente. En enero de 1910, Gordon acordó la relocalización de Benga en Lynchburg, Virginia.
En Virginia, los dientes de Benga fueron reparados (ya que habían sido limados en el Congo para darle forma puntiaguda) y vestido al estilo americano, incluso fue puesto bajo la tutela de la poeta Anne Spencer y rápidamente comenzó a asistir a clases al Seminario Teológico y Colegio de Virginia aunque él se sentía más a gusto sin sus nuevas ropas y con su arco y flecha en los árboles cercanos al pueblo.
Abandonó su educación formal y empezó a trabajar en una fábrica local de tabaco. A pesar de su talla pequeña, proveía una ayuda importante al ser capaz de trepar hasta las poleas y tomar las hojas de tabaco sin tener que usar ayuda de cuerdas. Sus amigos comenzaron a llamarlo "Bingo".
Ota Benga, estaba preso entre dos mundos, sin poder regresar a África y visto en los Estados Unidos principalmente como una curiosidad. El 20 de marzo de 1916 a la edad de 32 años, prendió un fuego ritual, se arrancó las coronas que le habían implantado en los dientes, bailó una danza tradicional y se disparó en el corazón con una pistola que había robado. En su certificado de defunción aparece como Ota Bingo.
Fue enterrado bajo una placa de piedra gris sin inscripción en el sector negro del Viejo Cementerio cerca de su benefactor Gregory Hayes. En algún punto de la historia, sus tumbas fueron olvidadas y la tradición oral dice que fueron trasladados al cementerio de White Rock.

## Legado
Phillips Verner Bradford, nieto de Samuel Phillips Verner, escribió en 1992 el libro Ota Benga, el pigmeo en el zoológico. Durante las investigaciones, visitó el Museo Americano de Historia Natural descubriendo que se conservaba una máscara y una figura de su cuerpo. Ota Benga fue también la inspiración de un cortometraje dirigido por Alfeu França. França recobró y empleó películas originales filmadas a principios de siglo por Samuel Phillips Verner para crear en 2002 el documental Oto Benga, un pigmeo en América. En Brasil el filme fue presentado en el festival É tudo verdade (Es todo verdad).